# Lift Me Up (canción de Rihanna)
«Lift Me Up» es una canción grabada por la cantante barbadense Rihanna. Es el primer lanzamiento de Rihanna como artista en solitario en más de seis años. Fue lanzada el 28 de octubre de 2022 como el sencillo principal de la banda sonora de Black Panther: Wakanda Forever. La canción marca la primera producción musical en solitario de Rihanna desde su álbum de estudio Anti de 2016, y su primera en general en dos años y medio. La canción recibió reseñas mixtas de parte de los críticos musicales, que alabaron la voz de Rihanna pero criticaron la letra y la producción por ser «genéricas». Comercialmente, «Lift Me Up» alcanzó el número uno en Suiza y el top 10 en otros países.

## Antecedentes
En 2017, Rihanna se tomó un prolongado descanso de la música tras el lanzamiento de su octavo álbum de estudio Anti (2016) y de varias colaboraciones, como «Wild Thoughts» con DJ Khaled, «Lemon» con N.E.R.D., «Loyalty» con Kendrick Lamar y su última colaboración, «Believe It», con PartyNextDoor Tras el nacimiento del primer hijo de la cantante, el 13 de mayo de 2022, Rihanna dijo que estaba trabajando en nuevo material discográfico.
El 18 de octubre de 2022 se confirmó que la cantante ha grabado dos canciones para la banda sonora de la película de Marvel Studios, Black Panther: Wakanda Forever, la secuela de Black Panther (2018). Además de «Lift Me Up», Rihanna grabó el tema «Born Again». El 26 de octubre, Rihanna anunció el lanzamiento de su primer sencillo en solitario desde «Love on the Brain» (2016), con «Lift Me Up», que aparecería en Black Panther: Wakanda Forever – Music From and Inspired By, el álbum de la banda sonora de la película homónima de 2022.

## Composición
«Lift Me Up» es una balada de R&B «emotiva» que «habla desde el corazón». Producida por el compositor sueco Ludwig Göransson, que compuso la partitura de la película, la canción actúa como homenaje al fallecido Chadwick Boseman, que interpretó a T'Challa, el protagonista titular de Black Panther; Boseman murió el 28 de agosto de 2020. La canción fue escrita por Rihanna, Göransson, Ryan Coogler y Tems. Este último habló sobre el significado y el proceso creativo de la canción:

Después de hablar con Ryan y escuchar su dirección para la película y la canción, quería escribir algo que retratara un cálido abrazo de todas las personas que he perdido en mi vida. Intenté imaginar lo que sentiría si pudiera cantarles ahora y expresar lo mucho que les echo de menos. Rihanna ha sido una inspiración para mí, así que oírla transmitir esta canción es un gran honor.
Tems

La canción se interpreta en la tonalidad de La mayor con un tempo de 89 pulsaciones por minuto en tiempo común. Sigue una progresión de acordes de A–Bm–E, y la voz de Rihanna abarca desde G♯3 hasta E5 en la canción.

## Recepción de la crítica
Spencer Kornhaber, de The Atlantic, describió la canción como «preciosa» y afirmó que «se construye en torno a su voz y reafirma la propiedad de su sonido, ahora omnipresente». Bianca Betancourt, de Harper's Bazaar, pensó que Rihanna podría obtener su primera nominación a la mejor canción original en los Premios Óscar por «Lift Me Up». Dylan Green, de Pitchfork, describió la voz de la cantante como «madura, con un brillo bruñido y caoba» capaz de mantener «la balada a flote, vendiendo cada crescendo y nota de angustia», sin embargo también la describió como una «entrada genérica para la banda sonora de Black Panther: Wakanda Forever.» Shaad D'Souza, de The Guardian, no se mostró especialmente impresionado con el contenido lírico de la canción, escribiendo que es «ligera y francamente anónima, muy alejada de las brillantes, cansadas del mundo y muy emotivas letras de Anti», creyendo que no es el verdadero disco de regreso de Rihanna. Sin embargo, el periodista apreció la producción y los sonidos, describiéndolos como «una balada suave y oscilante construida en torno a un encantador arpa arpegiada y cuerdas serenas», aunque «hay poco del peso y la fuerza de canciones de Tems como "Free Mind" o "Damages".» Ed Potton, de The Times, calificó el tema con 2 estrellas de 5, y escribió que, aunque está «impecablemente cantado sobre cuerdas sutiles por Rihanna», es «olvidable» y «soso», y añadió que «suena como el resultado de una reunión de comité: bien intencionado, inofensivo, totalmente desprovisto de individualidad.»
La canción recibió una nominación a la mejor canción original en un largometraje en la 13.ª edición de los Hollywood Music in Media Awards, que se celebrará el 16 de noviembre de 2022.

## Rendimiento comercial
En el Reino Unido, «Lift Me Up» debutó en el número tres de la Official Singles Chart, por detrás de «Anti-Hero» de Taylor Swift y «Unholy» de Sam Smith y Kim Petras, marcando la entrada más alta de esa semana en la lista. Al mismo tiempo, se convirtió en el primer sencillo de Rihanna en el top 5 en cinco años y en su sencillo solista más alto en el Reino Unido en una década, después de «Diamonds» (2012). Además, se convirtió en el 31º top-10 y el 50.º top-40 de Rihanna en el Reino Unido. La canción debutó también en el número tres de la lista de sencillos irlandesa. En Australia, «Lift Me Up» debutó en el número cinco de la ARIA Singles Chart.

## Video musical
El vídeo musical de la canción se estrenó el 28 de octubre de 2022 a través del canal oficial de Rihanna en YouTube. El vídeo está dirigido por Autumn Durald Arkapaw y muestra a Rihanna en una playa vacía intercalada con breves escenas de la película.

## Créditos y personal
Créditos adaptados de Tidal.
- Robyn Fenty – vocal, letrista, compositora
- Temilade Openiyi – letrista, compositor, vocalista de fondo
- Ryan Coogler – letrista, compositor
- Ludwig Göransson – productor, letrista, compositor, piano
- Mono Blanco – voz adicional, arpa jarocha, leona.
- Kuk Harrell – productor vocal
- Chris Gehringer – ingeniero de masterización
- Manny Marroquin – mezclador
- Marco Carriòn – ingeniero de grabación
- Marcos Tovar – ingeniero de grabación
- Osarumen "LMBSKN" – ingeniero de grabación
- Osamuyi – ingeniero de grabación
- Oamen "SirBastien" – ingeniero de grabación
- Irabor – ingeniero de grabación
- Frank Rodriguez – ingeniero de grabación
- Trey Pearce – asistente, ingeniero de grabación
- Robert N. Johnson – asistente, ingeniero de grabación
- Patrick Gardinor – asistente, ingeniero de grabación
- Hayden Duncan – asistente, ingeniero de grabación
- Lou Carrao – asistente, ingeniero de grabación

## Posicionamiento en listas
| Listas (2022)                         | Mejor posición |
| ------------------------------------- | -------------- |
| Australia (ARIA)                      | 5              |
| Bélgica (Flandes) (Ultratop 50)       | 13             |
| Bélgica (Valonia) (Ultratop 50)       | 8              |
| Francia (SNEP)                        | 3              |
| Alemania (Offizielle Deutsche Charts) | 9              |
| Irlanda (IRMA)                        | 3              |
| Lituania (AGATA)                      | 8              |
| Nueva Zelanda (Recorded Music NZ)     | 3              |
| Noruega (VG-lista)                    | 3              |
| Suecia (Sverigetopplistan)            | 11             |
| Suiza (Schweizer Hitparade)           | 1              |
| Reino Unido (UK Singles Chart)        | 3              |
| Billboard Hot 100                     | 2              |

## Historial de lanzamientos
| Región         | Fecha                  | Formato(s) | Version(es)           | Sello(s) discográfico(s) | Ref.                 |
| -------------- | ---------------------- | --- | --------------------- | ------------------------ | -------------------- |
| Varios         | 28 de octubre de 2022  | Descarga digital streaming                                                                                          | Original instrumental | Westbury Road            | [ 44 ]               |
| Italia         | 28 de octubre de 2022  | Radio airplay | Original              | Universal                | [ 45 ]               |
| Estados Unidos | 31 de octubre de 2022  | Adult album alternative radio adult contemporary radio hot adult contemporary radio modern adult contemporary radio | Original              | Roc Nation Def Jam       | [ 46 ] [ 47 ]        |
| Estados Unidos | 1 de noviembre de 2022 | Contemporary hit radio rhythmic contemporary radio urban adult contemporary radio urban contemporary radio          | Original              | Roc Nation Def Jam       | [ 48 ] [ 49 ] [ 50 ] |